# Holcostethus ruckesi
Holcostethus ruckesi är en insektsart som beskrevs av Mcdonald 1975. Holcostethus ruckesi ingår i släktet Holcostethus och familjen bärfisar. Inga underarter finns listade i Catalogue of Life.